# Fernando Carlos de Löwenstein-Wertheim-Rochefort
Fernando Carlos de Löwenstein-Wertheim-Rochefort (en alemán: Ferdinand Karl von Löwenstein-Wertheim-Rochefort; Rochefort, 18 de mayo de 1616-Wertheim, 1672) de la rama morganática de los Wittelsbach es el conde de Löwenstein-Wertheim-Rochefort (1644-1644).
Fue un conde imperial, asesor del palacio imperial, y en 1651 reintroduce el servicio de la Iglesia Católica en Wertheim.

## Vida
Era hijo del conde Juan Teodorico de Löwenstein-Wertheim-Rochefort (1585-1644) y su primera esposa, Josina de la Mark, condesa de Rochefort (1583-1626), hija de Philip Lord von Lumen-Zering (1548-1613) y de Catharine von Munderscheid († 1594).
Desde 1813 la línea de Löwenstein-Wertheim-Rochefort se llama Lowenstein-Wertheim-Rosenberg (Löwenstein-Wertheim-Rosenberg).

### Matrimonio e hijos
Fernando Carlos se casó el 6 de marzo de 1651 en Colonia, con la condesa Ana María de Furstenberg-Heiligenberg (Constanza, 12 de septiembre de 1634-Praga, 1 de enero de 1705), hija del conde Ernesto Egon VIII deFurstenberg (1588-1655) y la condesa Ana María von Hohenzollern-Hechingen (1603-1652). Tuvieron 14 hijos: 
- Maximiliano Carlos Alberto (1656-1718), se convirtió en 1711. Primer duque de Löwenstein-Wertheim-Rochefort, casado el 26 de agosto de 1678 en Innsbruck con la condesa Polixena María de Quen-Lichtenberg-Belassi (1658-1712).
- Felipe Everado (1657-1720), abad de Gorta.
- Francisco Leopoldo (1661-1682) en Hungría.
- Fernando Hermann (1663-1684).
- Juan Ernesto (1667-1731), obispo de Doornik.
- Guillermo (1669-1695), casado en 1692 con la condesa Catharine von Waldstein-Wartenberg (1672-1733).
- Maria Ana Francisca (1652-1688), casada en 1669 en Wertheim con Landgrave Guillermo I de Hesse-Rotenburg († 1725).
- Leonor (1653-1706), abad de Thorne.
- Ernestina Bárbara (1654-1698), casada el 24 de junio de 1671 con el altografista Erich Adolf von Zalm-Raiferschidet (1619-1678) Por segunda vez en 1678, con el conde de Janos Caroli Serénia de Kisserini (†1691).
- Amalia Teodora Teresa (1659-1701), casada en 1682 en Frankfurt am Main con el conde Francisco Andrés de Rosenberg (†1698).
- Magdalena Isabel (1662-1733), casada en 1688 en Binder con el príncipe Valeriano de Nassau-Usingen (†1702).
- Sofía María Guillermina (1664-1736), casada en 1686 en Versalles con Philippe de Courcillon, Marqués de Dangeau († 1720).
- Cristina Teresa (1665-1730), casada por primera vez en 1687, en Wertheim, con el duque Alberto de Sajonia-Weissenfels (†1692). Contrajo matrimonio nuevamente el 8 de mayo de 1695 en Bohemia, con el príncipe Felipe Erasmo de Liechtenstein.
- Sofía Guillermina Ana (1671-1732), monja en Thorne.